# Riken AG

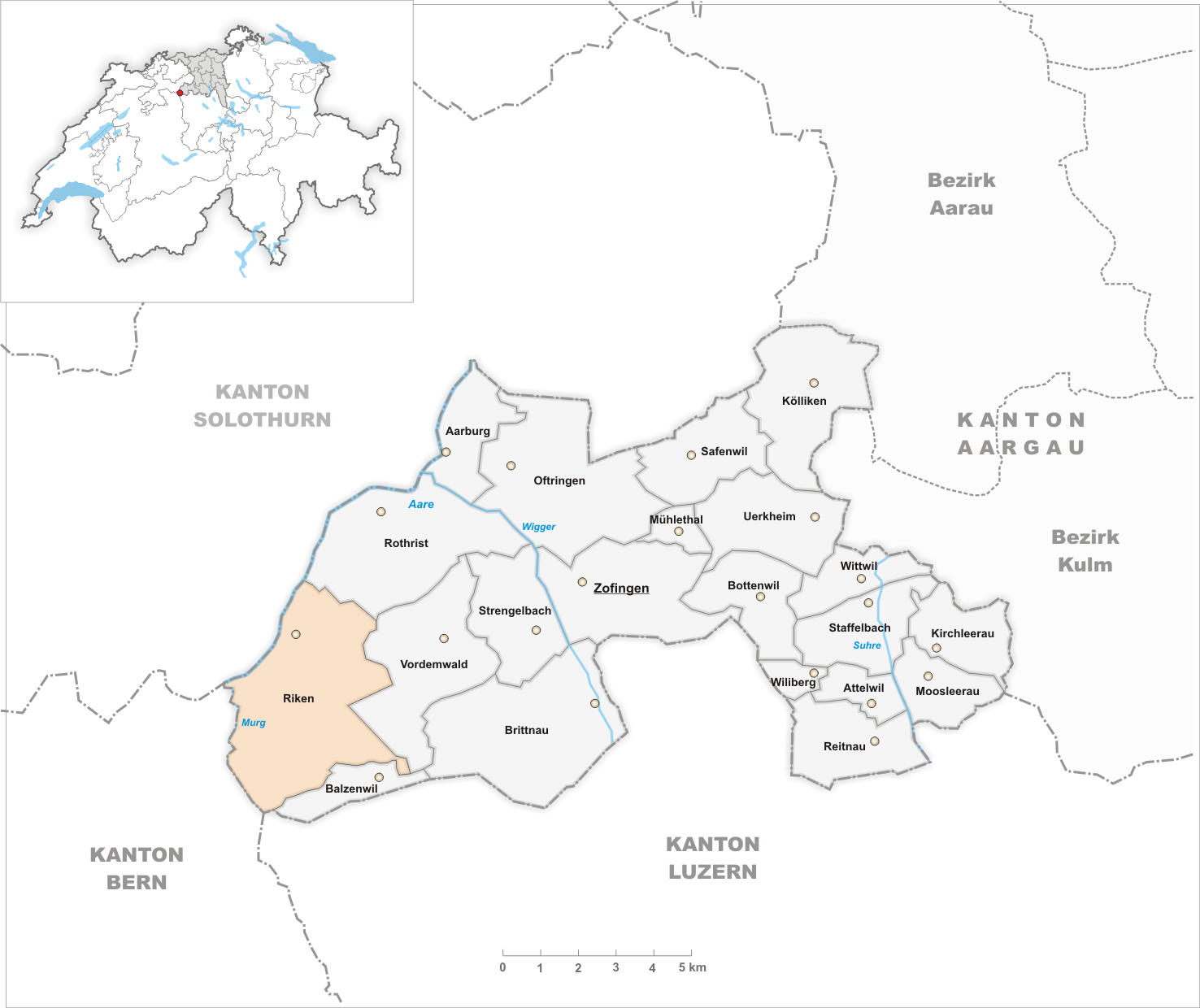
Gemeindestand vor der Fusion am 1. Januar 1901

Riken ist eine Ortschaft der Gemeinde Murgenthal des Bezirks Zofingen des Kantons Aargau in der Schweiz. Am 1. Januar 1901 wurde die bisherige Gemeinde mit Balzenwil zur Gemeinde Murgenthal fusioniert.

## Lage
Riken liegt zweieinhalb Kilometer nordöstlich des Dorfkerns von Murgenthal auf einem Plateau etwa 50 Höhenmeter über dem 300 m westlich liegenden rechten Aareufer.

## Weblinks

Luftbild (1947)